# كارل تويتشل
كارل تويتشل (بالإنجليزية: Karl Twitchell)‏‏ (1885 - 1968) مهندس معادن أمريكي عمل في المملكة العربية السعودية اوسس نقابة التعدين العربية السعودية التي قامت بالتنقب على معادن الذهب والفضة في الحجاز.